# Like a Dragon: Infinite Wealth
Like a Dragon: Infinite Wealth (龍が如く8, Ryū ga Gotoku 8, lit. "Como um Dragão 8") é um RPG eletrônico desenvolvido pelo Ryu Ga Gotoku Studio e publicado pela Sega. O jogo é o nono título principal da série Like a Dragon e uma sequência direta de Yakuza: Like a Dragon (2020) e do jogo derivado Like a Dragon Gaiden: The Man Who Erased His Name (2023).
Infinite Wealth apresenta Ichiban Kasuga, protagonista de Yakuza: Like a Dragon, e Kazuma Kiryu, o protagonista original da série. A história se desenrola no primeiro cenário internacional da franquia, o Havaí, além de locais familiares no Japão. Juntos, com aliados antigos e novos, Kasuga e Kiryu unem forças para ajudar o primeiro a encontrar e se reunir com sua mãe no Havaí, enquanto o último luta para sobreviver ao câncer de pulmão.
Like a Dragon: Infinite Wealth foi lançado mundialmente para PlayStation 4, PlayStation 5, Windows, Xbox One e Xbox Series X/S em 26 de janeiro de 2024. Em seu lançamento, o jogo recebeu críticas positivas da mídia especializada.

## Jogabilidade
Em Like a Dragon: Infinite Wealth, o jogador controla Ichiban Kasuga e Kazuma Kiryu, e seus respectivos membros do grupo, enquanto exploram o distrito de Isezaki Ijincho em Yokohama, e a cidade de Honolulu no Havaí. O distrito de Kamurochō, uma localização primária dos títulos anteriores de Like a Dragon, também é apresentado como uma terceira localização. Semelhante a Yakuza: Like a Dragon, o jogo emprega um sistema de combate baseado em turnos para todos os personagens jogáveis. Cada personagem pode escolher entre uma variedade de “ocupações”, que funcionam como classes que lhes concedem vantagens e estilos de jogo distintos. A ocupação única de Kiryu, “Dragão de Dojima”, fornece-lhe a capacidade de alternar entre vários estilos de luta, ao mesmo tempo que lhe permite realizar temporariamente combates em tempo real, semelhantes à jogabilidade dos títulos iniciais da franquia. O sistema de Disque-Ajuda retorna, apresentando uma variedade de personagens novos e que retornam da franquia, como Shun Akiyama e Kaoru Sayama.
Diversos minijogos de títulos anteriores retornam, como karaokê, dardos, mahjong e jogos de fliperama, incluindo Virtua Fighter 3tb, Sega Bass Fishing e SpikeOut.
Além disso, novos minijogos foram introduzidos em Infinite Wealth, como "Crazy Delivery", um jogo de entrega de comida inspirado na franquia Crazy Taxi da Sega; as Batalhas Sujimon, uma paródia de Pokémon; e "Miss Match", um aplicativo de encontros para Kasuga. Uma atividade secundária importante, a Ilha Dondoko, encarrega Kasuga de gerenciar seu própria resort, combinando objetivos como coleta de recursos, artesanato e interações sociais. Kiryu também tem sua própria atividade secundária, a Lista de Tarefas, que se concentra em Kiryu relembrando seu passado, concluindo negócios inacabados e reunindo-se com seus velhos amigos e aliados dos títulos anteriores de Like a Dragon.

## Enredo

### Cenário e personagens

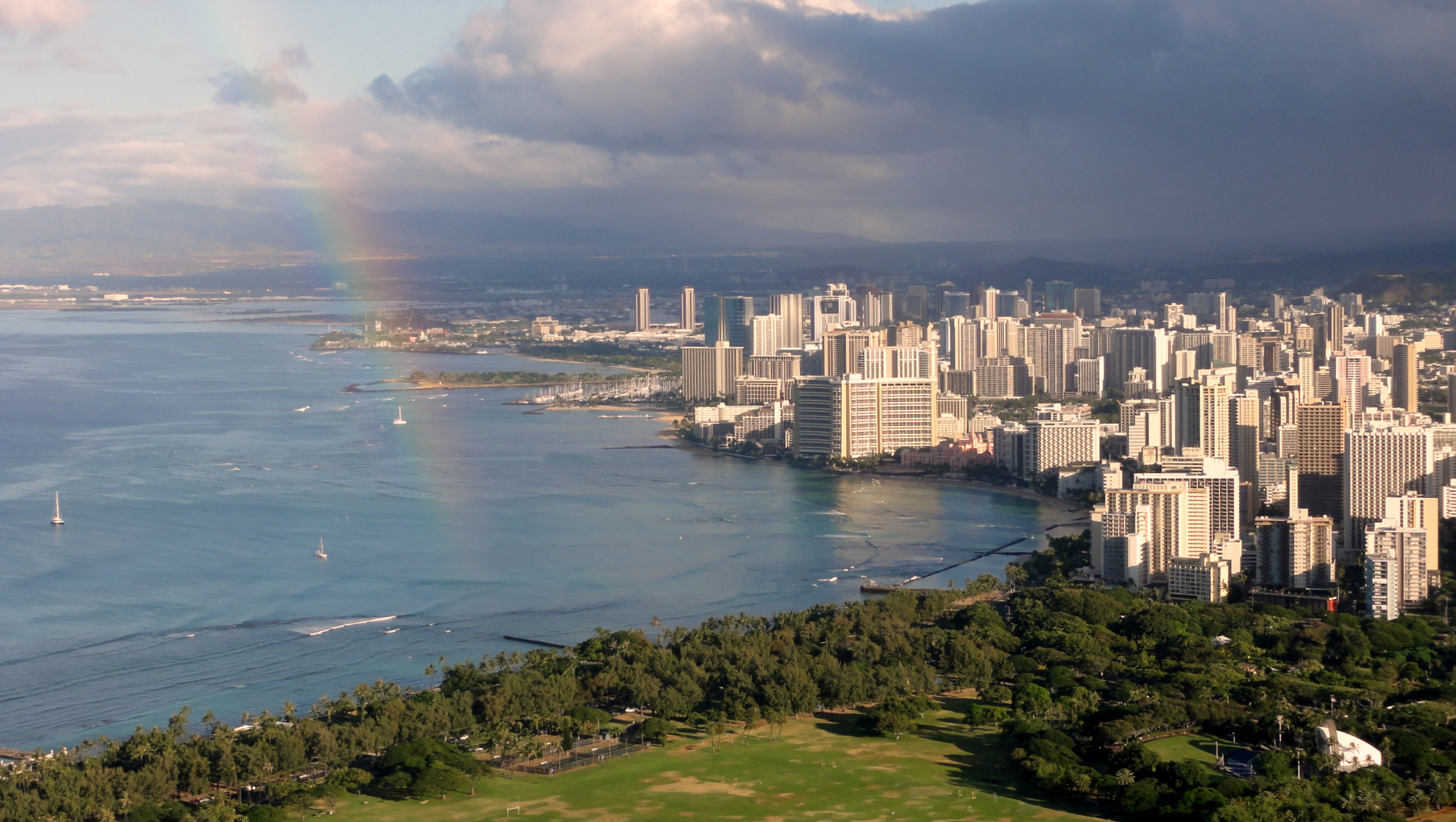
Honolulu, um cenário importante em Infinite Wealth e o primeiro cenário internacional da franquia

Em Like a Dragon: Infinite Wealth, ambientado em 2023, a história gira em torno dos ex-membros da yakuza do Clã Tojo, Ichiban Kasuga e Kazuma Kiryu, em uma nova aventura que abrange Isezaki Ijincho, Yokohama e Honolulu, Havaí. Kasuga procura sua mãe há muito perdida, Akane Kishida, em Honolulu, enquanto Kiryu, por ordem da facção Daidoji, também persegue Akane, unindo-se a Kasuga para protegê-la das facções criminosas locais enquanto luta contra o câncer.
O jogo apresenta membros familiares do grupo de Yakuza: Like a Dragon ao lado de novos personagens, incluindo Seonhee, Eric Tomizawa e Chitose Fujinomiya. Figuras importantes como Jo Sawashiro e Masataka Ebina também desempenham papéis significativos. Flashbacks apresentam o pai de Kasuga, Masumi Arakawa, e o irmão adotivo, Masato Arakawa. Além disso, vários personagens dos jogos anteriores de Like a Dragon retornam, muitos apresentados nas histórias paralelas da Lista de Tarefas de Kiryu, incluindo Goro Majima, Taiga Saejima e Daigo Dojima. Outros personagens que retornam incluem aliados como Makoto Date e Shun Akiyama, bem como figuras de diferentes regiões, como Naoto Tagashira e Haruka Sawamura.

### História
Em 2022, Ichiban Kasuga, um ex-membro da yakuza, trabalha na Hello Work em Yokohama, ajudando ex-yakuza a encontrar empregos. Interpretando erroneamente um convite para um encontro, Kasuga se afasta de Saeko. Em 2023, rumores falsos espalhados pela YouTube virtual Hisoka Tatara custam a Kasuga e seus amigos seus empregos, levando-os a descobrir que o Clã Seiryu está recrutando ex-yakuza em massa. Eles encontram o Presidente Interino Ebina, que planeja uma “Segunda Grande Dissolução” para acabar com as atividades da yakuza. Kasuga descobre que sua mãe está viva no Havaí.
No Havaí, os encontros de Kasuga incluem uma amizade com Eiji Mitamura e um reencontro com Kazuma Kiryu. Eles descobrem o paradeiro de Akane, perseguida por várias facções. Kiryu revela seu diagnóstico de câncer. Com ajuda, eles enfrentam gangues para proteger Akane e Lani, que desempenham um papel significativo no grupo religioso Palekana. De volta ao Japão, Kiryu busca antigos aliados para frustrar o plano de Ebina, enquanto Kasuga confronta Bryce Fairchild, líder dos Palekana, no Havaí. Após enfrentar adversários e traições, o grupo de Kasuga desmantela os planos de Bryce e garante a segurança de Akane e Lani. Enquanto isso, o grupo de Kiryu confronta Ebina e salva Sawashiro, frustrando as intenções sinistras de Ebina. Com os conflitos resolvidos, o grupo de Kasuga se reconcilia enquanto Kiryu abraça sua verdadeira identidade, sinalizando um novo capítulo para todos os envolvidos.

## Promoção e lançamento
Like a Dragon: Infinite Wealth foi anunciado em setembro de 2022 durante a transmissão ao vivo do Summit do Ryu Ga Gotoku Studio, inicialmente intitulado Like a Dragon 8. O primeiro trailer de anúncio apresentou a dublagem de vários personagens do jogo, seguido pela aparição na tela de Ichiban Kasuga e Kazuma Kiryu. O design de Kiryu foi um destaque notável devido ao grande contraste com suas aparições anteriores.
No início de 2023, o RGG Studio organizou uma competição de Grand Prix do Cabaret Club, na qual cinco modelos foram escolhidos para aparecer como hostesses em live-action para o minijogo do cabaré em Like a Dragon Gaiden: The Man Who Erased His Name, enquanto a vencedora do Grand Prix foi escolhida para aparecer como personagem em Infinite Wealth. Entre as cinco finalistas, a livestreamer e YouTuber virtual Kson venceu o Grand Prix. Sua personagem, Kei, aparece como trabalhadora do Revolve Bar, que também serve como um local de encontro para os personagens jogáveis. Além de Kson, Infinite Wealth apresenta várias celebridades japonesas fazendo aparições no jogo, incluindo a lutadora de MMA e YouTuber Mikuru Asakura, a apresentadora de TV Risa Unai, Utamaru do grupo de hip-hop Rhymester, as repórteres meteorológicas Saya Hiyama e Yui Komaki, e os personagens de TV Gachapin e Mukku.
Um segundo trailer estreou no Xbox Games Showcase 2023, sugerindo um novo cenário fora do Japão, enquanto também confirmava o novo título. O chefe do RGG Studio, Masayoshi Yokoyama, explicou o subtítulo Infinite Wealth como uma ligação direta aos temas da história, e também como uma diferenciação entre a versão internacional do jogo e a versão japonesa, esta última simplesmente intitulada Ryū ga Gotoku 8.
Em setembro de 2023, o RGG Studio organizou uma segunda transmissão ao vivo do Summit, detalhando a história e os personagens, bem como a jogabilidade de Infinite Wealth por meio de dois novos trailers. O estúdio também revelou membros do elenco japonês do jogo e anunciou os atores Danny Trejo e Daniel Dae Kim como parte do elenco de dubladores em inglês. Em outubro de 2023, o RGG Studios revelou o Happy Resort Dondoko Island, uma atividade paralela apresentada em Infinite Wealth, como parte da transmissão ao vivo do Partner Preview do Xbox. Em dezembro de 2023, o estúdio lançou um trailer para a história da Lista de Tarefas, notando-a como uma grande atividade paralela para Kiryu em Infinite Wealth.
Infinite Wealth inclui a música “Ariamaru Tomi” de Ringo Shiina como sua música tema. Yokoyama afirmou que a música de Shiina teve uma grande influência sobre ele durante o desenvolvimento da história, levando-o a solicitar sua música para inclusão no jogo.
Like a Dragon: Infinite Wealth foi lançado para PlayStation 4, PlayStation 5, Windows, Xbox One e Xbox Series X/S em 26 de janeiro de 2024. Uma versão especial de teste para o jogo está incluída no spin-off Like a Dragon Gaiden: The Man Who Erased His Name, lançado em 9 de novembro de 2023, disponível após vencer a história principal do jogo pela primeira vez.

## Recepção
Like a Dragon: Infinite Wealth recebeu análises "geralmente favoráveis" da crítica especializada das suas versões para PC e PS5, enquanto sua versão para Xbox Series X/S foi recebida com "aclamação universal", de acordo com o agregador de críticas Metacritic. O jogo recebeu a nota máxima da revista japonesa de jogos eletrônicos Famitsu.
A Shacknews elogiou o jogo como uma despedida adequada para um personagem que definiu a série Like a Dragon por duas décadas, chamando-o de um ótimo jogo de RPG por si só. A análise destacou a aventura extensa, os momentos poderosos, os vilões eletrizantes e os belos arcos de personagens do jogo. O jogo também foi elogiado por seu conteúdo secundário envolvente. A Eurogamer elogiou o jogo por seus excessos e cenário havaiano cheio de crimes. A análise observou que o jogo não é apenas uma história sobre excesso, mas incorpora essa abundância com um número quase inrastreável de coisas para ver, fazer e evoluir. O jogo também foi elogiado por seus mecanismos de RPG melhorados em comparação com seu antecessor.
Tristan Ogilvie da IGN deu ao jogo uma nota 9 de 10, elogiando a tomada de decisões táticas e o movimento flexível no sistema de combate. A análise também elogiou a conspiração envolvendo uma seita religiosa local e múltiplos sindicatos do crime no enredo do jogo. A escrita em Infinite Wealth foi considerada uma das mais fortes da série até hoje, seja nos momentos de drama sério ou nos muitos momentos de alívio cômico. A RPGFan achou o jogo um sucesso retumbante, elogiando as aventuras de Ichiban e Kiryu que ampliam seus personagens enquanto contam simultaneamente uma história emocionante de crime que abrange dois países. O jogo também foi elogiado por sua jogabilidade muito mais polida e estrutura melhorada.
Por outro lado, a GameRevolution criticou a história como mais fraca que a do jogo anterior. A GameSpot emitiu uma opinião similar, também criticando o tom inconsistente da narrativa. A Push Square e a Hardcore Gamer criticaram a dublagem do jogo em inglês, em especialmente a do protagonista Kazuma Kiryu. Hirun Cryer da GamesRadar+ criticou o apelo explicitamente nostálgico da história da Lista de Tarefas de Kiryu, mas afirmou que Infinite Wealth "é um dos melhores RPGs que eu jogo há anos".

### Vendas
Like a Dragon: Infinite Wealth vendeu digitalmente e fisicamente 1 milhão de unidades na sua primeira semana no mercado.